# Tratturo Lanciano-Cupello
Il tratturo Lanciano-Cupello è tra i tratturi riportati nella Carta dei tratturi, tratturelli, bracci e riposi del Commissariato per la reintegra dei tratturi di Foggia, anche se figura tra quelli non reintegrati.

## Geografia

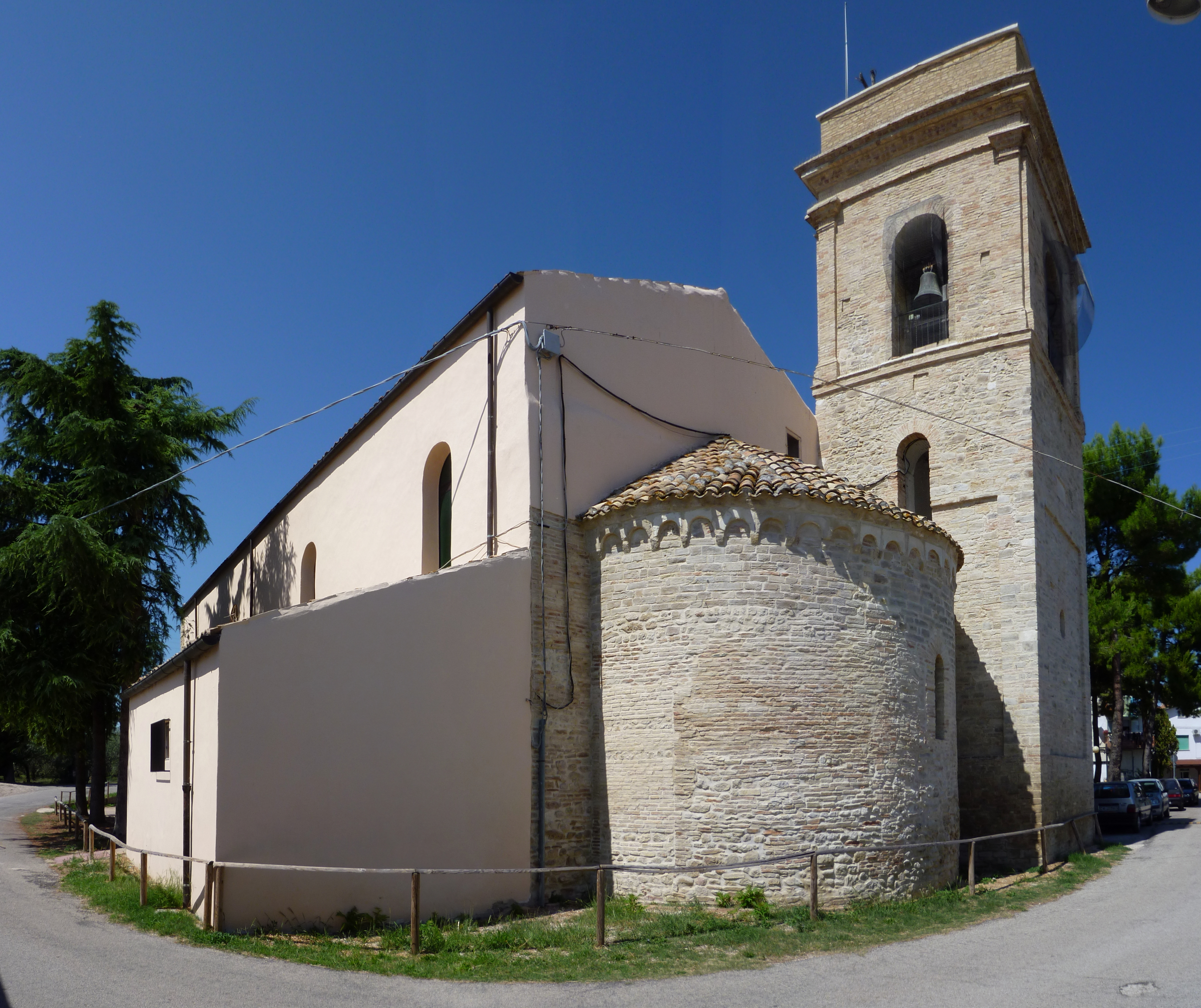
Chiesa Madre di Santa Maria Imbaro (Lanciano), dove passa il tratturo

Il tracciato del tratturo è interamente contenuto all'interno della Provincia di Chieti, compreso nell'area Frentana della Val di Sangro e del Sinello.

## Storia
Il tratturo fu frequentato indubbiamente dalle popolazioni italiche dei Frentani, e successivamente inglobato nell'area di Anxanum con la lex agraria, regolando giuridicamente il passaggio pastorale attraverso le varie regiones del Sannio. Nel Medioevo il territorio fu occupato da Longobardi e Normanni, e soltanto nel 1155 Guglielmo I di Sicilia istituì una nuova legge perché i pastori potessero attraversare i nuovi confini. Lanciano godette di grande autonomia, perché era centro di ritrovo a settembre per le fiere contadine che si svolgevano nell'area di Colle Sant'Antonio, dove oggi sorge la chiesa parrocchiale omonima. I pastori e i mercanti arrivavano o da Ortona,  risalendo il colle di Frisa e Santa Liberata, oppure giungevano da Castel Frentano (allora Castel Nuovo), fermandosi in preghiera in piazza presso l'oratorio della Madonna del Ponte (non ancora cattedrale). Successivamente il percorso per la fiera si spostava attraverso un pezzo di terra ancora vergine, dove negli anni '20 del Novecento costruirono il corso Trento e Trieste. Nel XVI secolo i baroni di Lanciano decisero di spostare l'area della fiera fuori dalla città, e per questo il nuovo percorso del tratturo fu individuato nella località Iconicella, costruendo la chiesa di Santa Maria degli Angeli, con icona votiva. Fu costruita più a valle, verso Fossacesia, una seconda chiesa dedicata a Santa Maria Imbaro, per indirizzare i pastori sulla fondovalle, in direzione di Paglieta e Atessa. Già nel XII secolo in loco erano sorti dei monasteri, visto il grande traffico di pellegrini e pastori, come l'antica abbazia di San Giovanni in Venere, e a Casalbordino la Badia di Santo Stefano in Rivomaris. Il tratturo, durante la battaglia del Sangro nel 1943, fu teatro di scontri tra gli alleati britannbritannici contro i tedeschi in fuga da Lanciano verso le montagne, lungo la linea Gustav. Una delle battaglie principali si combatté proprio presso Torino di Sangro, dove oggi sorge il cimitero inglese in ricordo delle giovani vittime.

## Percorso

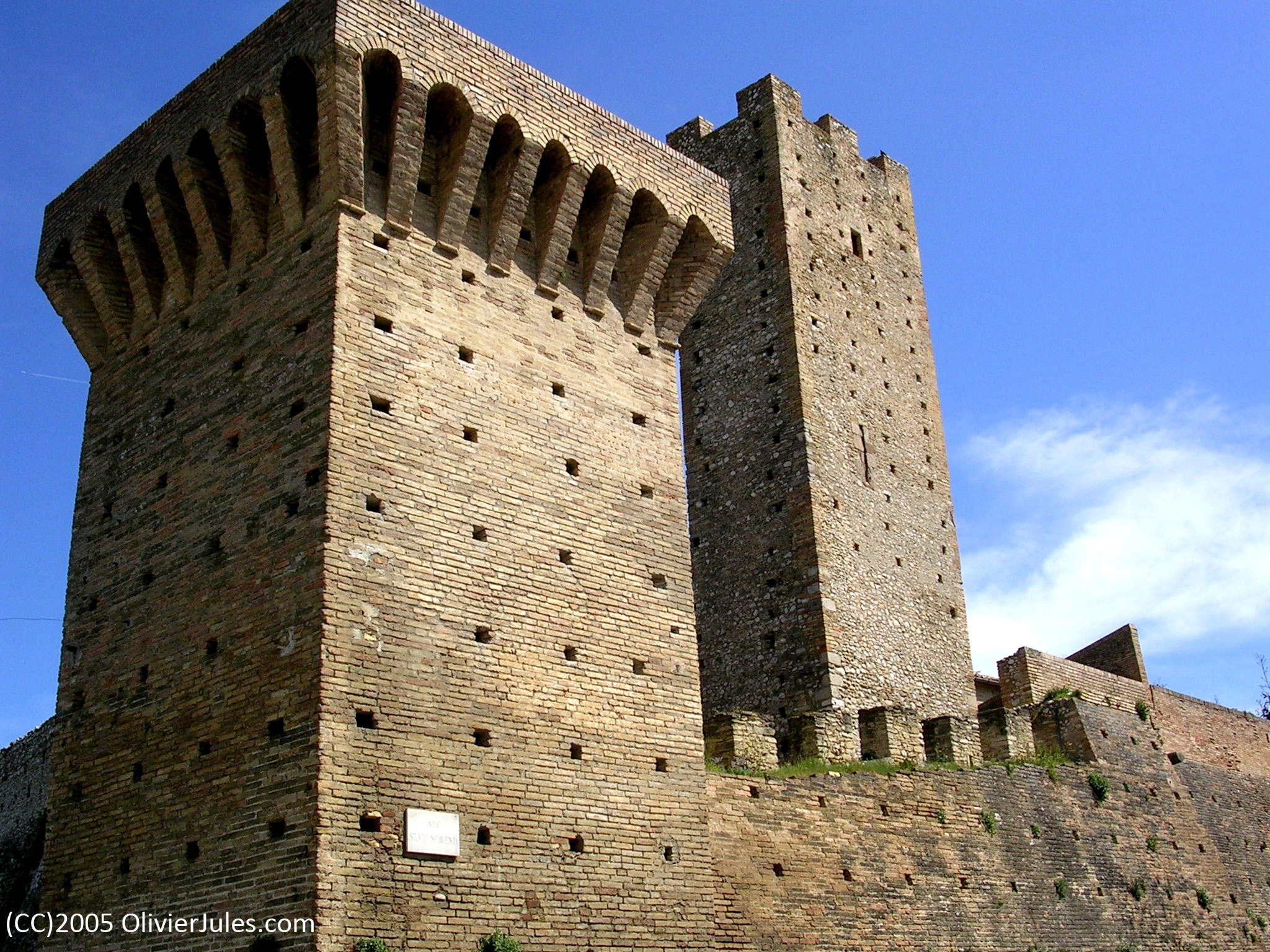
Torri Montanare di Lanciano

I territori comunali attraversati dal tratturo sono:
- Abruzzo
  - Provincia di Chieti
    - Lanciano, Castel Frentano, Mozzagrogna, Paglieta, Casalbordino, Atessa, Pollutri, Scerni, Monteodorisio, Cupello

## Monumenti e luoghi d'interesse

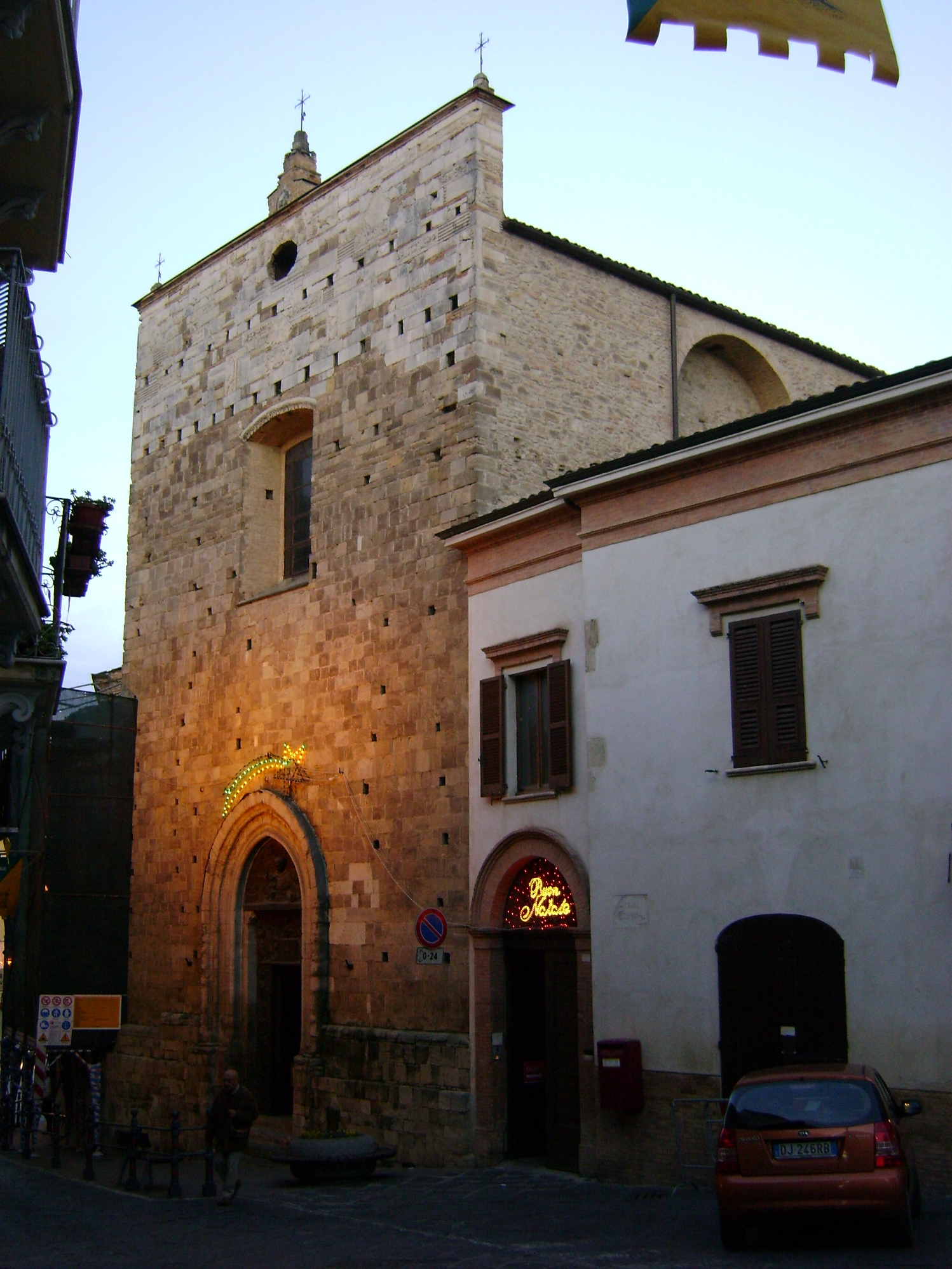
Il santuario di San Francesco a Lanciano, lungo la discesa dei Tribunali, del vecchio tratturo, presso la piazza

- Chiesa di San Rocco (Castel Frentano), lungo il viale Sallustio
- Chiesa di Santa Maria della Selva (Castel Frentano), all'inizio del tratturo
- Chiesa di Santa Chiara (Lanciano), posta all'inizio del corso Roma, che porta in piazza.
- Monastero di San Bartolomeo (Lanciano), lungo il viale dei Cappuccini.
- Torri Montanare (Lanciano), venendo da Santa Maria dei Mesi
- Santuario di San Francesco (Lanciano)
- Cattedrale della Madonna del Ponte (Lanciano), fino al 1819 i pastori si fermavano nell'oratorio annesso della Santissima Annunziata, poi demolito.
- Convento e chiesa di Sant'Antonio (Lanciano)
- Chiesa pastorale di Santa Maria dell'Iconicella (Lanciano)
- Chiesa di Villa Romagnoli (Mozzagrogna)
- Castello di Sette (Mozzagrogna)
- Chiesa di Santa Maria Imbaro (Santa Maria Imbaro)
- Chiesa di San Vincenzo Ferrer (Montemarcone di Atessa)
- Riserva naturale guidata Bosco di Don Venanzio (Pollutri)
- Chiesa della Madonna della Strada (Scerni)
- Castello di Monteodorisio
- Chiesa di Santa Maria del Ponte (Cupello).